# Dreamt for Light Years in the Belly of a Mountain
A Dreamt for Light Years in the Belly of a Mountain a Sparklehorse negyedik, egyben utolsó önálló stúdióalbuma, melyet az Astralwerks Records adott ki.

## Történet
Mark Linkous az It’s a Wonderful Life című albumának megjelenése után egyből elkezdett következő albumán dolgozni. A munkára kihatással volt egyre súlyosbodó depressziója, amely miatt az album öt év alatt jelent meg. Linkous elmondta, hogy a számok egy része valójában az előző albumról kivágott tartalmak.
Hát, kis időre feladtam a munkám, és elég nehézzé vált élnem és fizetnem a lakbért. Egyre lejjebb csúsztam, ahol azt éreztem, hogy muszáj felvennem valamit. Volt néhány korábban megírt dalom, melyek nem kerültek fel a legutóbbi albumra, mert popszámok voltak. Túl korszerűtlennek hatottak. Szóval eltettem őket tartalékba.
Danger Mouse 2004-es The Grey Albumának (mely Jay-Z The Black Albumának és a The Beatles The White Albumának keveréséből jött létre) meghallgatása után Linkous meghívta a producert észak-karolinai stúdiójába, hogy segítsen neki befejezni az album felvételét.
Habár az album felvétele öt évig tartott, az 55 percből 25 perc korábban felvett anyagból származik (a Ghost in the Sky az It’s a Wonderful Life japán verziójáról; a Shade and Honey korábban már megjelent egy a The Shins és Mates of State zenekarokkal közös kislemezen; a szám megjelent a 2002-es Laurel Canyon című filmben Alessandro Nivola előadásában; a Morning Hollow az It’s a Wonderful Life rejtett sávján tűnt fel először; a Dreamt for Light Years in the Belly of a Mountaint pedig eredetileg Maxine címen vették fel, és megjelent az előző stúdióalbumon, valamint a Gold Day középlemezen egyaránt).
A megjelenés előtti hetekben az album reklámozására több dalt is (Ghost in the Sky, Don't Take My Sunshine Away, Knives of Summertime) kiadtak kislemezként.

## Borító
Az album borítója Robert Pokorny munkája. Eredetileg egy a Fingerprints Records kaliforniai Long Beachen található székházában zajló házikoncerthez készült. Linkous elmondta:
… szerettem az első pillanattól. Tudtam, hogy ez a kép lesz a következő album borítója… [Pokornynak] jó érzéke van az általa hallgatott zene vizualizálásához. Nem tudom elmondani, hogy kapcsolódik az albumhoz, de egyszerűen illik hozzám.

## Számlista
Az összes dal szerzője Mark Linkous. 
| 1.    | Don't Take My Sunshine Away                       | 3:05  |
| 2.    | Getting It Wrong                                  | 2:16  |
| 3.    | Shade and Honey                                   | 4:08  |
| 4.    | See the Light                                     | 3:42  |
| 5.    | Return to Me                                      | 3:18  |
| 6.    | Some Sweet Day                                    | 4:20  |
| 7.    | Ghost in the Sky                                  | 3:28  |
| 8.    | Mountains                                         | 3:42  |
| 9.    | Morning Hollow                                    | 7:23  |
| 10.   | It's Not So Hard                                  | 2:52  |
| 11.   | Knives of Summertime                              | 4:19  |
| 12.   | Dreamt for Light Years in the Belly of a Mountain | 10:35 |
| 53:14 |                                                   |       |

## Közreműködők
- Mark Linkous - vokál, gitár, baritongitár, e-bow gitár, basszus, szintetizátor, zongora, dob, orgona, sampler, magnetofon, orchestron, optigan, chamberlin
- Scott Minor - dob, szintetizátor, harmonium
- Danger Mouse - dobgép, orgona, sampler
- Sol Seppy - vokál
- Matthew Linkous - gitár
- Steven Drozd - ob, visszhanggitár
- Dave Fridmann - basszus, vibrafon, mellotron, chamberlin, Wurlitzer
- Melissa Moore - zongora
- Tom Waits - zongora
- Johnny Hott - dob
- Alan Weatherhead - zongora, lap steel gitár
- Joan Wasser - hegedű
- Jane Scarpantoni - cselló
- Tim Regan - zongora
- Rex White - pedal steel gitár

## Fordítás
Ez a szócikk részben vagy egészben  a   Dreamt for Light Years in the Belly of a Mountain című angol Wikipédia-szócikk ezen változatának fordításán alapul.  Az eredeti cikk szerkesztőit annak laptörténete sorolja fel. Ez a jelzés csupán a megfogalmazás eredetét és a szerzői jogokat jelzi, nem szolgál a cikkben szereplő információk forrásmegjelöléseként.